# Hafei Lobo
De Hafei Lobo is een miniklasse stadswagen gebaseerd op het Lubao (Lobo) ontwerp van Pininfarina dat geproduceerd wordt door de Chinese fabrikant Hafei Motor (Sonhuahijang) in Harbin, Heilongjiang sinds 2002.
In Maleisië wordt het ontwerp uitgebracht als de Naza Sutera door Naza. In Rusland is de naam Hafei Brio. In Sri Lanka is er een uitvoering gebaseerd op de Lobo met de naam Micro Trend.
De Hafei Lobo wordt geleverd in twee uitvoeringen met verschillende cilinderinhoud:
- 1.0 -DA465Q-2- 8V 33.5kw /47pk EURO II
- 1.1 -DA468Q- 16V 48kw /64pk